# Ready to Die (Iggy & The Stooges-album)
Ready to Die är ett musikalbum av rockbandet The Stooges som släpptes 2013 på Fat Possum Records. Det är gruppens femte studioalbum med nytt material och det första sedan Raw Power 1973 med James Williamson på gitarr. Utöver Williamson så medverkar de två originalmedlemmarna Iggy Pop (sång) och Scott Asheton (trummor), tillsammans med Mike Watt (bas) och Steve Mackay (saxofon).

## Låtlista
Samtliga låtar skrivna av James Williamson och Iggy Pop, om annat inte anges.
1. "Burn" - 3:37
2. "Sex & Money" - 3:18
3. "Job" - 3:05
4. "Gun" - 3:07
5. "Unfriendly World" - 3:46
6. "Ready to Die" - 3:06
7. "DD's" - 3:12
8. "Dirty Deal" - 3:42
9. "Beat That Guy" - 3:15
10. "The Departed" - 4:36 (Williamson, Pop, Scott Asheton)